# Karim Ahari
Karim Ahari (persisch کریم احری anhörenⓘ; * 1917 in Ahar) ist ein ehemaliger iranischer Agraringenieur und Diplomat.

## Leben
Karim Ahari studierte an der landwirtschaftlichen Hochschule Karadsch und an einer weiteren Hochschule Bankensystem. 1936 wurde er Beamter im Finanzministerium, wo er die Abteilung Getreide in Chuzestan leitete.
Er war Abgeordneter der Partei „Neuer Iran“ im Madschles.
Ab 26. März 1963 leitete er eine Iranische Sonderdelegation in der Bundesrepublik Deutschland, mit Sitz bei der Kaiserlich Iranischen Botschaft in Köln-Marienburg, zur Regelung seit längerer Zeit anstehender finanzieller Fragen zwischen deutschen Lieferfirmen und staatlichen Auftraggebern.

## Veröffentlichung
- mit VW Johnson: The Agricultural Bank of Iran in an expanding economy. Teheran: Agricultural Bank of Iran